# Jessica Schilder
Jessica Schilder (* 19. März 1999 in Volendam) ist eine niederländische Leichtathletin, die sich auf das Kugelstoßen spezialisiert hat und in dieser Disziplin 2022 und 2024 Europameisterin wurde.

## Sportliche Laufbahn
Erste internationale Erfahrungen sammelte Jessica Schilder im Jahr 2015, als sie beim Europäischen Olympischen Jugendfestival in Tiflis mit einer Weite von 16,05 m mit der 3-kg-Kugel die Silbermedaille gewann. Im Jahr darauf erreichte sie bei den U20-Weltmeisterschaften in Bydgoszcz das Finale und erreichte dort mit 14,34 m Rang zwölf und 2017 wurde sie bei den U20-Europameisterschaften in Grosseto mit 15,99 m Fünfte. 2018 schied sie bei den U20-Weltmeisterschaften in Tampere ohne einen gültigen Versuch in der Qualifikation aus und im Jahr darauf wurde sie bei den U23-Europameisterschaften in Gävle mit einem Stoß auf 16,51 m Fünfte. 2020 stieß sie erstmals über 18 m und im Jahr darauf belegte sie bei den Halleneuropameisterschaften in Toruń mit einer Weite von 18,69 m den fünften Platz und erfüllte damit auch die Norm für die Olympischen Spiele in Tokio. Im Juli siegte sie bei den U23-Europameisterschaften in Tallinn mit einem Stoß auf 18,11 m und schied dann bei den Olympischen Spielen mit 17,74 m in der Qualifikationsrunde aus.
Im Februar 2022 stellte sie in Apeldoorn mit 19,72 m einen neuen niederländischen Hallenrekord mit der Kugel auf und gewann anschließend bei den Hallenweltmeisterschaften in Belgrad mit 19,48 m die Bronzemedaille hinter der Portugiesin Auriol Dongmo und Chase Ealey aus den Vereinigten Staaten. Mitte Juni siegte sie mit 19,19 m beim Kladno hází a Kladenské Memoriály und wurde bei den Bislett Games mit 19,46 m Zweite. Anschließend erreichte sie bei den Weltmeisterschaften in Eugene das Finale und gewann dort mit neuem Landesrekord von 19,77 m die Bronzemedaille hinter Chase Ealey und der Chinesin Gong Lijiao. Im August wurde sie beim Memoriał Kamili Skolimowskiej mit 19,84 m Zweite und anschließend siegte sie mit Landesrekord von 20,24 m bei den Europameisterschaften in München. Im Jahr darauf belegte sie bei den Halleneuropameisterschaften in Istanbul mit 18,29 m den fünften Platz. Ende Mai wurde sie beim Meeting International Mohammed VI d’Athlétisme de Rabat mit 18,85 m Zweite und anschließend gelangte sie bei der 1. Liga der Team-Europameisterschaft im Zuge der Europaspiele in Chorzów mit 18,27 m auf Rang vier. Im August belegte sie bei den Weltmeisterschaften in Budapest mit 19,26 m im Finale den achten Platz. 2024 verbesserte sie den niederländischen Rekord auf 20,34 m und reiste damit als Weltjahresbeste zu den Hallenweltmeisterschaften in Glasgow, bei denen sie mit 19,37 m aber eine Medaille verpasste und den fünften Platz belegte. Anfang Juni wurde sie bei der Bauhaus-Galan mit 19,08 m Dritte und anschließend verteidigte sie bei den Europameisterschaften in Rom mit 18,77 m ihren Titel. Im August belegte sie bei den Olympischen Sommerspielen in Paris mit 18,91 m im Finale den sechsten Platz, ehe sie beim ISTAF Berlin mit 19,70 m siegte.
2025 warf sie in der Halle zwei Mal über 20 Meter und siegte dann Anfang März mit neuem Landesrekord von 20,69 m bei den Halleneuropameisterschaften in Apeldoorn. Zwei Wochen darauf gewann sie bei den Hallenweltmeisterschaften in Nanjing mit 20,07 m die Silbermedaille hinter der Kanadierin Sarah Mitton.
In den Jahren von 2020 bis 2024 wurde Schilder niederländische Meisterin im Kugelstoßen im Freien sowie von 2020 bis 2025 auch in der Halle.